# Tavazzano con Villavesco
Tavazzano con Villavesco je italská obec v provincii Lodi v oblasti Lombardie.
V roce 2012 zde žilo 6 270 obyvatel.

## Sousední obce
Casalmaiocco, Lodi, Lodi Vecchio, Montanaso Lombardo, Mulazzano, San Zenone al Lambro (MI), Sordio

## Vývoj počtu obyvatel
Zdroj: 